# Bélgica en los Juegos Olímpicos de Nagano 1998
Bélgica estuvo representada en los Juegos Olímpicos de Nagano 1998 por un deportista que compitió en patinaje de velocidad.  
El portador de la bandera en la ceremonia de apertura fue el patinador de velocidad Conrad Alleblas.

## Medallistas
El equipo olímpico belga obtuvo las siguientes medallas:
| Nombre        | Deporte               | Competición |
| ------------- | --------------------- | ----------- |
| Oro           |                       |             |
| —             |                       |             |
| Plata         |                       |             |
| —             |                       |             |
| Bronce        |                       |             |
| Bart Veldkamp | Patinaje de velocidad | 5000 m M    |